# Microrégion de Santa Rita do Sapucaí
La microrégion de Santa Rita do Sapucaí est l'une des dix microrégions qui subdivisent le Sud et Sud-Ouest du Minas, dans l'État du Minas Gerais au Brésil.
Elle comporte 15 municipalités qui regroupaient 138 860 habitants en 2006 pour une superficie totale de 3 291 km2.

## Municipalités[1]
- Cachoeira de Minas
- Careaçu
- Conceição das Pedras
- Conceição dos Ouros
- Cordislândia
- Heliodora
- Natércia
- Pedralva
- Santa Rita do Sapucaí
- São Gonçalo do Sapucaí
- São João da Mata
- São José do Alegre
- São Sebastião da Bela Vista
- Silvianópolis
- Turvolândia